# ЦентрТелеком
ЦентрТелеком — ранее существовавшая российская телекоммуникационная компания, одна из семи межрегиональных компаний связи (МРК), принадлежавших ОАО «Связьинвест». Прекратила свою деятельность 1 апреля 2011 года в результате присоединения к ОАО «Ростелеком».
Полное наименование — Открытое акционерное общество «Центральная телекоммуникационная компания». Штаб-квартира располагалась в Москве.

## Собственники и руководство
На 7 декабря 2009 года крупнейшими собственниками компании являлись: «Связьинвест» (50,69 % голосующих акций), Russische Kommerzial Bank (RKB) (принадлежит Газпромбанку, 21,58 %), «Газпромбанк» (9,1002 % голосующих акций).
Крупнейшими акционерами компании на 6 июня 2009 года были: холдинг «Связьинвест» (50,69 % голосующих акций), фонды семейства Prosperity: Prosperity Voskhod Fund и Prosperity Russia Domestic Fund (более 14 %), ОАО «Газпромбанк» (9,1002 % голосующих акций).
Капитализация компании по состоянию на 1 сентября 2009 года составила $673,7 млн.
25 июня 2010 года акционеры ОАО «ЦентрТелеком» одобрили реорганизацию общества в форме присоединения к ОАО «Ростелеком». Реорганизация холдинга «Связьинвест» завершится в мае 2011 года, следует из плана действий, одобренного 29 октября 2009 года советом директоров компании. Реорганизация будет проходить в форме присоединения межрегиональных компаний связи к ОАО «Ростелеком».
1 апреля 2011 года ОАО «ЦентрТелеком» было исключено из Единого государственного реестра юридических лиц в связи с присоединением к ОАО «Ростелеком», который стал правопреемником по всем правам и обязательствам компании.
Генеральный директор — Ваагн Артаваздович Мартиросян. Председатель совета директоров — Вадим Семёнов.

## Деятельность
«ЦентрТелеком» имеет 15 филиалов, образованных в ходе реорганизации компании, результатом которой стало объединение 17 ведущих региональных операторов связи на базе оператора связи Московской области. Компания оказывает услуги фиксированной и сотовой связи, услуги доступа в интернет, ADSL доступ на базе услуги Домолинк, IP-телефонии, кабельного телевидения и т. п.

### Показатели деятельности
На 2006 «ЦентрТелеком» имеет 6,8 млн номеров монтированной ёмкости телефонных сетей, 6,3 млн абонентов фиксированной связи; работают 26 междугородных телефонных станций. Деятельность компании ведётся в Центральном федеральном округе.

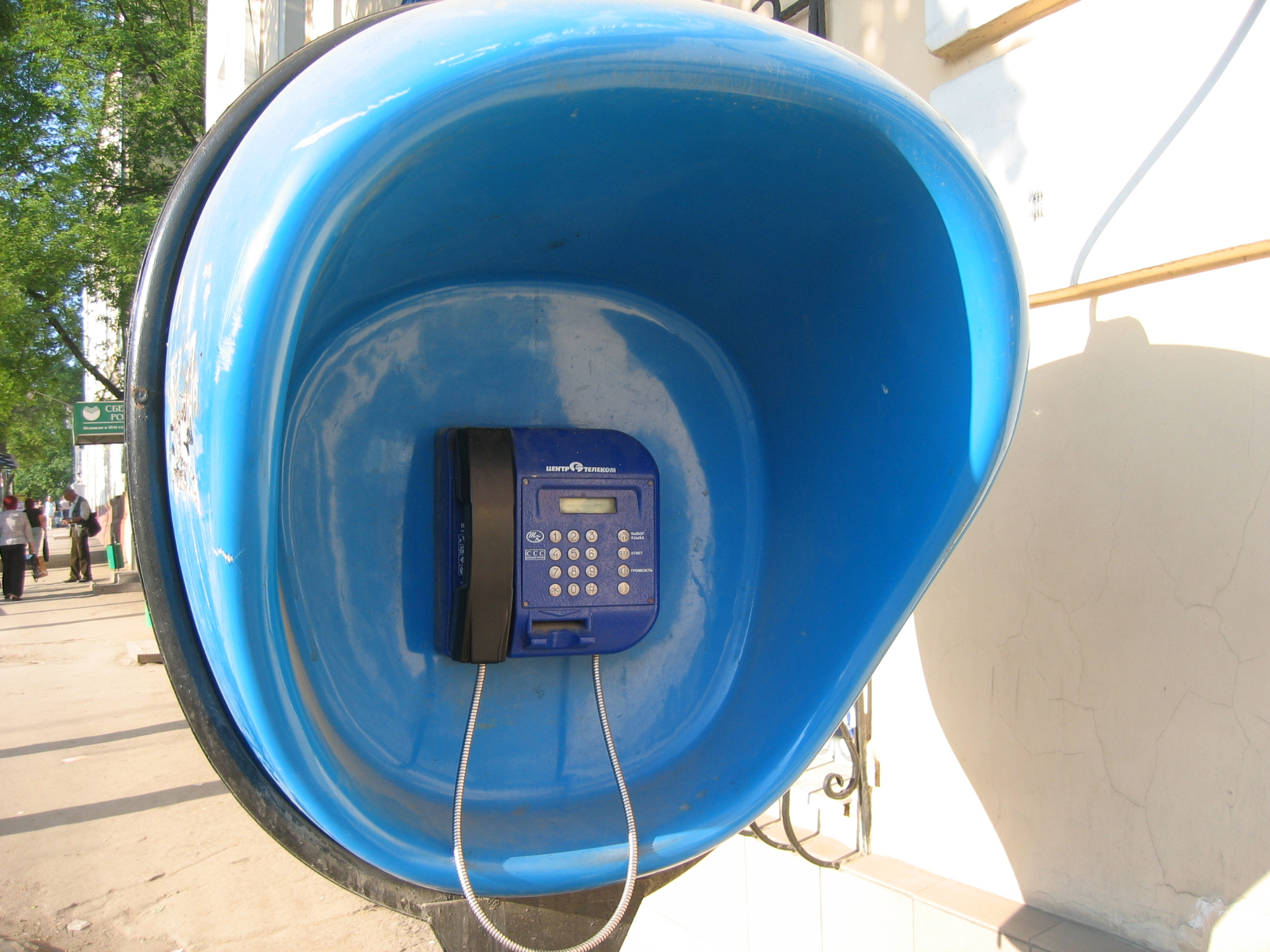
Телефон-автомат «ЦентрТелеком» в Туле

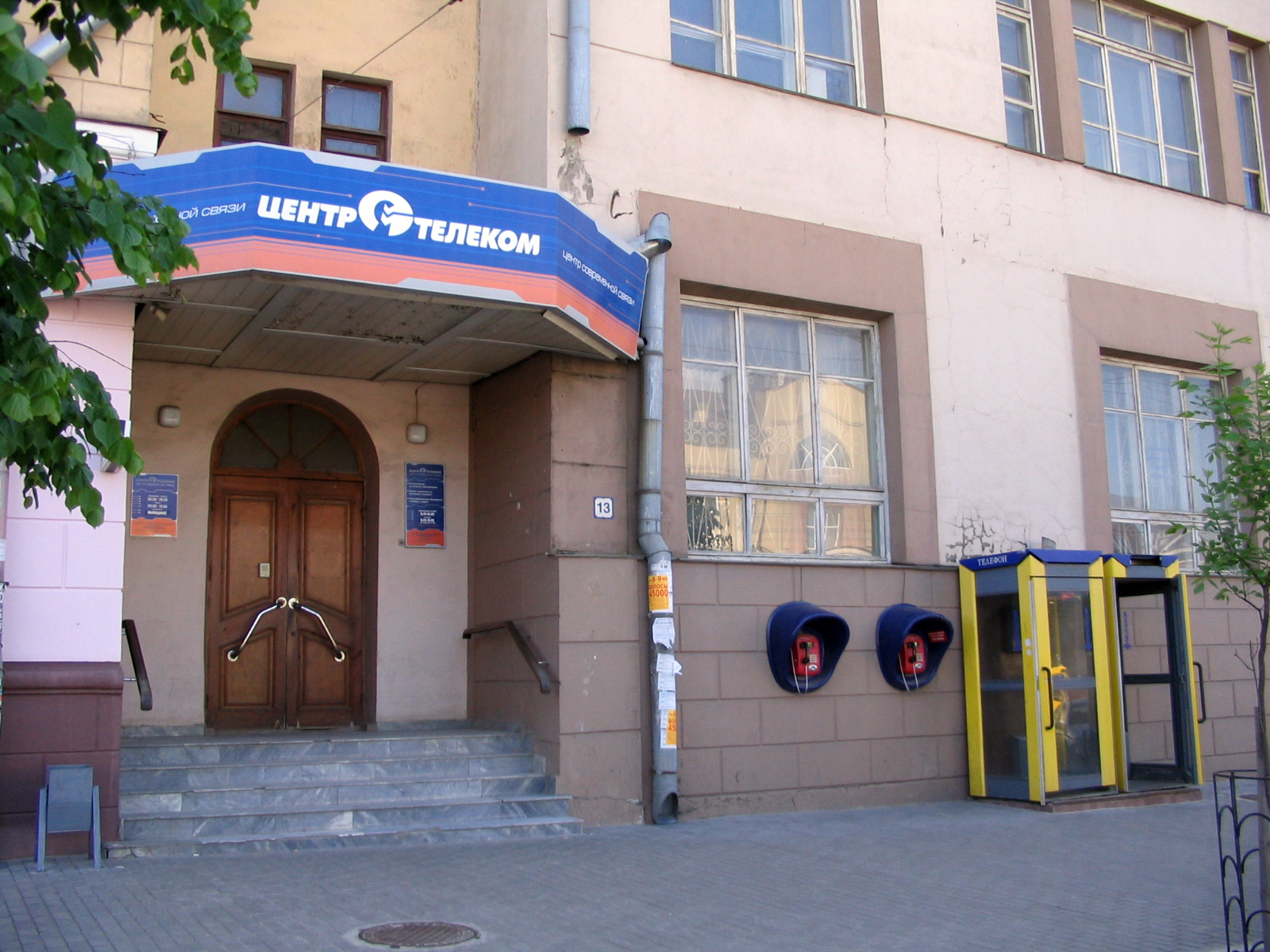
Отделение «ЦентрТелеком» в Иваново

По итогам 2005 года «ЦентрТелеком» занимает пятое место в России по объёму продаж услуг связи после «Ростелекома», МТС, «Вымпелкома» и «Мегафона».
По состоянию на сентябрь 2009 года «ЦентрТелеком» занимает второе место среди российских провайдеров широкополосного доступа в Интернет по числу абонентов — 1 010 800 чел., уступая лишь Комстар-ОТС.
Выручка компании за 2008 год (МСФО) — 34,794 млрд руб. (рост на 4 %, в 2007 — 33,457 млрд руб.), чистая прибыль — 4,22 млрд руб. (снижение на 2,65 %, в 2007 — 4,335 млрд руб.), операционная прибыль — 9,097 млрд руб. (рост на 12,61 %, в 2007 — 8,078 млрд руб.).
Выручка за 2006 год (РСБУ) — 28,4 млрд руб. (рост на 2,9 %), EBITDA — 9,8 млрд руб. (рост на 36,14 %), чистая прибыль — 2 млрд руб. (рост в 3,1 раза)